# Ксилан

Пример одной из структур ксилана.

Ксиланы — группа гемицеллюлоз, обнаруженных в клеточной стенке растений и некоторых водорослей. Это полисахариды, состоящие из остатков β-D-ксилозы, соединённых связями 1→4 (так же, как остатки β-D-глюкозы в целлюлозе). По распространению ксиланы столь же вездесущи как и целлюлоза.
Содержание ксиланов в древесине цветковых растений обычно составляет 10 — 35 % от общего количества гемицеллюлоз, а в древесине голосеменных растений 10 — 15 %. Главный компонент ксиланов у цветковых растений — O-ацетил-4-O-метилглюкуроноксилан, а у голосеменных растений — арабино-4-O-метилглюкуроноксилан. В общем случае ксиланы голосеменных отличаются от ксиланов покрытосеменных отсутствием ацетильной группы и наличием остатка арабинозы, присоединённого α-(1,3)-связью к главной цепи ксилана.
У некоторых зелёных водорослей, особенно у макроскопических представителей порядка Сифоновые, ксиланы полностью заменяют целлюлозу. Сходным образом они заменяют её во внутреннем фибриллярном слое клеточной стенки некоторых красных водорослей.
Ксиланы — одни из основных антинутриентов (соединение, препятствующее всасыванию питательных веществ), содержащихся в кормовом сырье.
Ксилоолигосахариды, производимые из ксилана, считаются функциональными продуктами питания или пищевыми волокнами. Процесс расщепления ксилана на олигосахариды осуществляется при помощи специфических ферментов дрожжей.